# FC Libourne
FC Libourne is een Franse voetbalclub uit Libourne in het departement Gironde.

## Geschiedenis
FC Libourne werd in 1935 opgericht en veranderde in 1966 zijn naam in AS Libourne. Tot 1971 speelde de club voornamelijk in de regionale competitie, op enkele uitstapjes naar de derde klasse na. In 1980 promoveerde de club naar de Division 2 en verbleef daar vier jaar, zonder succes. Libourne zakte langzaam weg en in 1997 degradeerde de club naar de CFA 2 (vijfde klasse). Een jaar later fuseerde de club met AS Saint-Seurin-sur-L'Isle en nam zo de naam FC Libourne-Saint-Seurin aan. In 2009 werd de fusie ongedaan gemaakt. De club nam de naam FC Libourne aan en nam de plaats in de CFA over. Na één seizoen degradeerde de club. In 2018 degradeerde de club uit de nationale reeksen. In 2020 keerde men terug naar de nationale reeksen. Ondanks een derde plaats in de National 2 in 2024 degradeerde de club uit de nationale reeksen door financiële problemen. 